# Свистулька

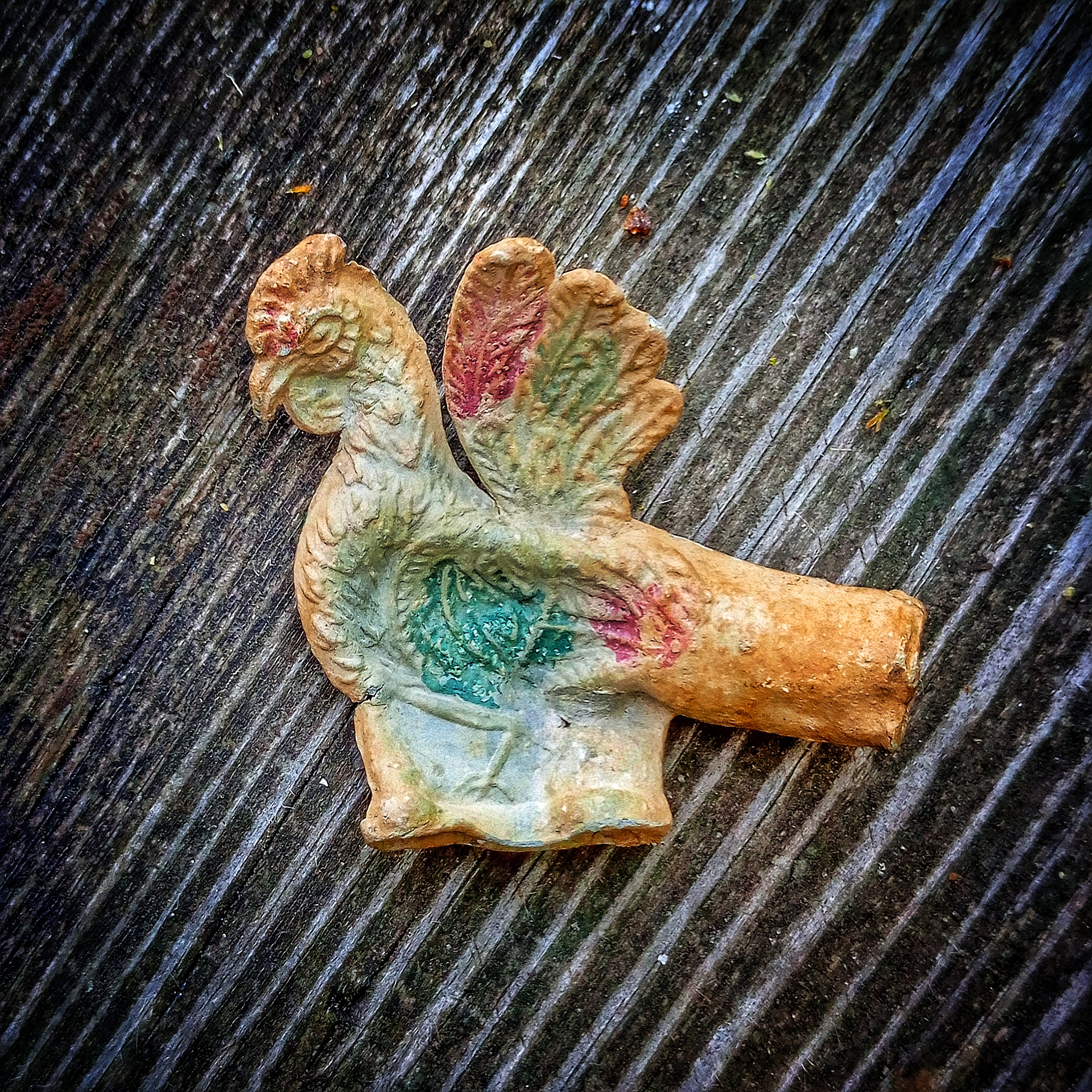
Старинная свистулька. Металл с эмалью. Российская империя. Владимирская губерния. Покровский уезд

Свисту́лька — русская традиционная сосудообразная флейта со свистковым устройством.
Имеет небольшое количество пальцевых отверстий (от 1 до 6), либо вовсе без них. Изготавливается из керамики или необожжённой глины в виде различных животных (птицы, лошади, рыбы) или человека-наездника. Снаружи свистулька может быть разукрашена и покрыта глазурью.
Свистульки высоких тонов называются свистками, свистунами, дудками. В деревне Хлуднево Калужской области делали гудухи — свистульки низких тонов.
Свистульки своей конструкции подразделяются на несколько типов:
- свистулька с внутренней полостью (большинство русских игрушек);
- фигура с прилепленным свистком (например, филимоновская свистулька);
- водяная свистулька, в которую заливают воду[7].

В широком смысле свистулькой или свистком называют любой свистящий инструмент.

## История
На Руси свистульки появились не позднее X века. Поначалу они были второстепенным продуктом гончарного ремесла, но в конце XIX — первой половине XX века их производство, вместе с другими глиняными игрушками, становится самостоятельным направлением русских народных промыслов, центры которых существовали во многих регионах России. Например, глиняными свистульками славились слобода Дымково Вятской губернии (дымковская игрушка), город Каргополь Архангельской губернии (каргопольская игрушка), деревня Филимоново Тульской губернии (филимоновская игрушка), село Абашево Спасского уезда Тамбовской губернии (абашевская игрушка), деревня Жбанниково Городецкого района Нижегородской области (жбанниковская игрушка), деревня Плешково Ливенского района Орловской области (плешковская игрушка), город Старый Оскол Белгородской области (старооскольская глиняная игрушка).
Со времён язычества свистулька использовалась как обрядовый и магический инструмент. В некоторых областях игрой на свистульках сопровождались детские обряды встречи весны: «Каргопольские свистульки брали в лес и свистели. Родители давали куличи, яйца, лепёшки». В Вятской губернии игра детей на свистульках (а взрослых на балалайках) сопровождала стихийное гуляние в день празднования поминовения предков, называемого свистопляской. В настоящее время свистулька сохранилась в качестве детской музыкальной игрушки и произведения декоративно-прикладного искусства.